# Pectinaria hartmanae
Pectinaria hartmanae är en ringmaskart som först beskrevs av Reish 1968.  Pectinaria hartmanae ingår i släktet Pectinaria och familjen Pectinariidae. Inga underarter finns listade i Catalogue of Life.